# Thomas Sederl
Thomas Sederl (* 1. Februar 1816 Stollhof; † 10. März 1896 Wien) war ein Büchsenmacher, Waffen- und Metallwarenfabrikant in Ottakring und Mitterdorf in der Steiermark. Zu seinen Erfindungen wurden etliche Patente veröffentlicht.

## Leben und Werk
Thomas Sederl wohnte 1855 in Neulerchenfeld Nr. 6. Er war Werkführer der Gewehrfabrik Roththaler und deren Inhaberin Theresia Roththaler in Göblasbruck bei Wilhelmsburg in Niederösterreich. Im gleichen Jahr heiratete Thomas Sederl in Neulerchenfeld seine spätere Ehefrau Anna Merkx (1822–1892).
Bereits in den 1850er Jahren betrieb sein älterer Bruder Mathias Sederl (1807 – 21. Dezember 1884) in Ottakring Nr. 315 eine Büchsenmacherei. Bei der Umstellung von Konskriptionsnummern auf Straßen- und Gassennamen wurde später aus der Konskriptionsnummer 315 in Ottakring die Adresse Eisnergasse 8.

### Waffenfabrik in Ottakring
Thomas Sederl erwarb das Haus Ottakring Nr. 315 und gründete am 21. Dezember 1863 die „Thomas Sederl Waffenfabrik“ als Einzelfirma. Die Brüder Sederl arbeiteten weiterhin eng zusammen und Mathias kaufte sich in der Rittergasse (seit 1894 Deinhardsteingasse) in Ottakring das Haus Nr. 23.
Thomas Sederl arbeitete laufend an Verbesserungen verschiedener Schusswaffen oder erwarb entsprechende Privilegien (Patente) verschiedener Büchsenmacher hinzu. In seiner Firma wurden auch Markenprodukte anderer Entwickler, wie zum Beispiel die Perkussionspistole von Josef von Lorenz (1814–1879) Lorenz M1862 gefertigt. Für die Leopold Gasser Fabrik des Johann Gasser in der Feßtgasse 13–15, also unweit der „Sederl Fabrik“, stellte Thomas Sederl ab 1880/81 eine begrenzte Anzahl des Gasser Armee Revolvers M1870/74 her. Diese Revolver wurden an die Heeresverwaltung geliefert und waren so wie auch andere Waffen aus seiner Produktion mit TH. SEDERL signiert.

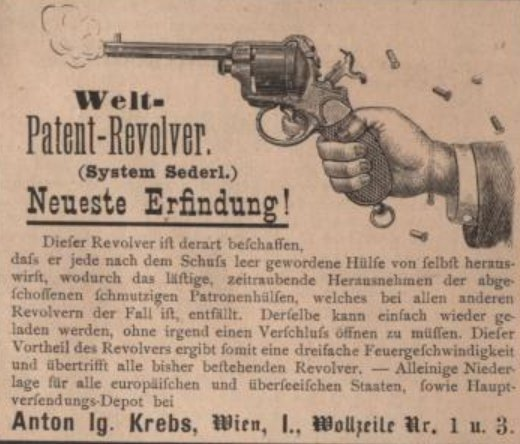
Revolver „System Sederl“ Werbung 1879

Ein Privileg für die Verbesserung von Hinterlader-Gewehre vom Büchsenmacher Sylvester Krnka, Wien 3. Bezirk, Landstraßer Hauptstraße Nr. 149, erwarb er 1869. Im Jahre 1870 erwirbt er teilweise das Privileg vom Büchsenmacher Alois Rutkowsky auf einen verbesserten Lefaucheux-Stiftfeuerrevolver. Alois Rutkowsky – verschiedene Schreibweisen dieses Namens sind bekannt, wie zum Beispiel Rutkowski oder Rudkowsky – betrieb seine Firma in Hernals, Stiftgasse Nr. 54 (seit 1894 Geblergasse), später in der Karlsgasse Nr. 4 (seit 1894 Pezzlgasse).
1871 wurden Privilegien auf Verbesserungen an Gewehren von Joseph Anders, Büchsenmacher aus Ottakring, Wagnergasse Nr. 6 (seit 1894 Arnethgasse), auf Mathias und Thomas Sederl, sowie Joseph Zeilinger übertragen. Seine Produkte verkaufte Thomas Sederl nicht nur im Gebiet des Kaisertums Österreich, sondern auch in andere Staaten, wie zum Beispiel Montenegro. 1865 lieferte er 5000 Vorderlader-Gewehre zu einem Stückpreis von 25 Österreichische Gulden in dieses Land.
1873 wurde Thomas Sederl Mitglied des Verwaltungsrats der Aktiengesellschaft Hammergewerkschaft Semmering. Der enthaltene Begriff „Gewerkschaft“ bezieht sich nicht auf die heutige gewerkschaftliche Interessenvertretung der Arbeitnehmer.
Thomas Sederl erhielt auch einige Privilegien auf eigene Verbesserungen oder Entwicklungen von Waffen, zum Beispiel sein Zündnadelgewehr „System Sederl“, von dem er 2000 Stück im Jahre 1869 nach Montenegro verkaufte. Ein Privileg erhielt er auch 1872 auf die Verbesserung des Verschlusses bei einem Gewehr der Firma Werndl.
Besonders bekannt wurde Thomas Sederl durch seinen 1879 patentierten Revolver „System Sederl“, einem Revolver mit schnellem Ausstoß der Patrone oder der Patronenhülse.

### Gewehr- und Metallwarenfabrik in Mitterdorf
Am 16. Dezember 1869 lässt Thomas Sederl eine Gewehrfabrik als Einzelfirma in Mitterdorf bei Kindberg in der Steiermark im Handelsregister eintragen.  Dort ließ er zusätzlich ein Walzwerk zur Herstellung von Uhrenfedern, Stahl und Blech errichten. Mit diesen Produkten meldete Thomas Sederl seine Firma auf der Wiener Weltausstellung 1873 an. Thomas Sederl erwarb 1877 eine weitere Liegenschaft in der Gemeinde Mitterdorf.

### Tätigkeit in der Gemeinde Ottakring
Thomas Sederl besaß mehrere Liegenschaften in Ottakring und wurde 1864 zum Mitglied des Gemeinderatsausschusses gewählt. In der Gemeinde Ottakring war er unter anderem mit Ignaz von Kuffner (1822–1882), Josef Grüllemayer (1812–1871), Ferdinand-Mathias Baldia (1818–1869) sowie Ferdinand Degen (1830–1889) im Gemeinderat tätig. Bürgermeister von Ottakring war damals Leopold Sailler (1801–1869).